# Shalimar-Gärten in Lahore
Die Shalimar-Gärten, auch Shalamar-Gärten, von Lahore in Pakistan wurden ab etwa 1642 unter Kaiser Shah Jahan in der Form eines persischen Gartens vom Typ des viergeteilten Tschāhār Bāgh angelegt. Sie zählen zum Weltkulturerbe der UNESCO.

## Beschreibung
Lahore in Pakistan war einst Prunkstätte des indischen Mogulreiches. Im 16. Jahrhundert veranlasste Großmogul Akbar I. die Renovierung und Restaurierung des Forts, einer mächtigen militärischen Anlage aus rotem Sandstein. In den folgenden Jahrzehnten wurde diese Festung mit weißem Marmor verkleidet. Den architektonischen Höhepunkt setzte Shah Jahan im 17. Jahrhundert, unter dessen Herrschaft der Spiegelpalast erbaut wurde. 
Die Shalimargärten wurden nach dem Vorbild der Shalimar-Gärten von Srinagar in Kaschmir gebaut. Auf umfangreichen Terrassen aus Marmor neben zahlreichen Teichen mit Fontänen, umgeben von duftenden Blumen und singenden Vögeln aus aller Welt sollten die Liebenden Glück finden. Das Wort „Shalimar“ kommt aus dem Persischen und bedeutet so viel wie Die reinste aller menschlichen Freuden.
Seit 1981 zählen die Shalimar-Gärten zum UNESCO-Weltkulturerbe. 1999 wurden zwei der drei Zisternen, die die Gärten bewässern, beim Bau einer Straße zerstört. Auch durch Umweltverschmutzung, langsame Erosion und fehlende Gelder für eine Restaurierung sind die Festung und die Gärten bedroht. Daher wurden sie im Jahr 2000 auf Wunsch der pakistanischen Regierung von der UNESCO auf die Liste des gefährdeten Welterbes gesetzt. 2012 wurden sie von der Liste gestrichen.

## Trivia
Wegen der romantischen Stimmung in den Gärten wurde ein Parfüm der Firma Guerlain Shalimar genannt. Guerlain behauptet, das Wort komme aus dem Sanskrit und bedeute "Haus der Freude", das ist jedoch falsch.